# 1941年9月5日月食
1941年9月5日月食为一次在协调世界时1941年9月5日出現的月偏食。該次月食半影食分為1.114、全影食分為0.056。偏食維持了28分。

## 概述
這次月食的食分是22.92，偏食維持了28分。

## 基本參數
- 類型：月偏食
- 食甚資料：
  - 日期：1941年9月5日
  - 時間：17:47
  - 月球位置：赤經22.92度、赤緯-5.9度
  - 食分：半影食分：1.114、全影食分：0.056
  - 持續時間：偏食28分

## 外部連結
- NASA月食專頁（页面存档备份，存于）（英文）